# Pierrot-la-gravité
Pierrot-la-gravité (重力ピエロ, Jūryoku Piero) est un roman policier de l'auteur japonais Kōtarō Isaka, publié en 2003 au Japon. La version française a été traduite par Corinne Atlan et publiée par les éditions Philippe Picquier en 2015.

## Synopsis
Haru et Izumi sont deux frères très liés depuis l’enfance. Haru est issu d’un viol subi par sa mère, mais les parents n’ont jamais caché cette réalité aux enfants et la famille est restée soudée autour de ce drame. Izumi travaille pour une société de tests génétiques, tandis que Haru passe ses journées à nettoyer les tags de la ville. Quand d’étranges incendies se mettent à éclater ici et là, annoncés par de mystérieux graffitis, les deux frères décident de mener l’enquête. Les signes mis bout à bout forment un rébus dont ils s’efforcent de percer le sens. Au-delà d’une énigme policière aux péripéties étonnantes, c’est la personnalité attachante des deux frères qui captive, ainsi que le charme des dialogues entre humour et émotion, émaillés d’interrogations sur le bien, le mal, et les questions éthiques posées par les progrès de la science.

## Récompenses
- 2003 : Nomination au 129e Prix Naoki

## Adaptation cinématographique
Une adaptation cinématographique du livre est sortie au Japon en 2009 : A Pierrot réalisé par Jun'ichi Mori (ja). Le film réunit à l'écran les acteurs Ryō Kase (Izumi) et Masaki Okada (Haru).